# Trevor Stewart
Trevor Stewart (ur. 20 maja 1997) – amerykański lekkoatleta specjalizujący się w biegach sprinterskich.
Mistrz młodzieżowych mistrzostw NACAC w biegu na 400 metrów (2019). W 2021 zdobył złoto za bieg w eliminacjach sztafety 4 × 400 metrów oraz brąz w sztafecie mieszanej podczas igrzysk olimpijskich w Tokio.
Złoty medalista akademickich mistrzostw NCAA.

## Osiągnięcia
| Rok  | Impreza                       | Miejsce   | Konkurencja             | Lokata     | Wynik           |
| ---- | ----------------------------- | --------- | ----------------------- | ---------- | --------------- |
| 2019 | Młodzieżowe mistrzostwa NACAC | Querétaro | bieg na 400 metrów      | 1. miejsce | 45,01           |
| 2021 | Igrzyska olimpijskie          | Tokio     | sztafeta 4 × 400 metrów | 1. miejsce | 2:55,70 (elim.) |
| 2021 | Igrzyska olimpijskie          | Tokio     | sztafeta mieszana       | 3. miejsce | 3:10,22         |

## Rekordy życiowe
- Bieg na 200 metrów – 20,27 (2019)
- Bieg na 400 metrów (stadion) – 44,25 (2019)
- Bieg na 400 metrów (hala) – 45,55 (2021)